# Novoixàkhtinsk
Novoixàkhtinsk (rus: Новоша́хтинск) és una ciutat de Rússia que es troba a l'óblast de Rostov. És 60 km al nord de Rostov del Don, la capital de la república.